# 55 PB

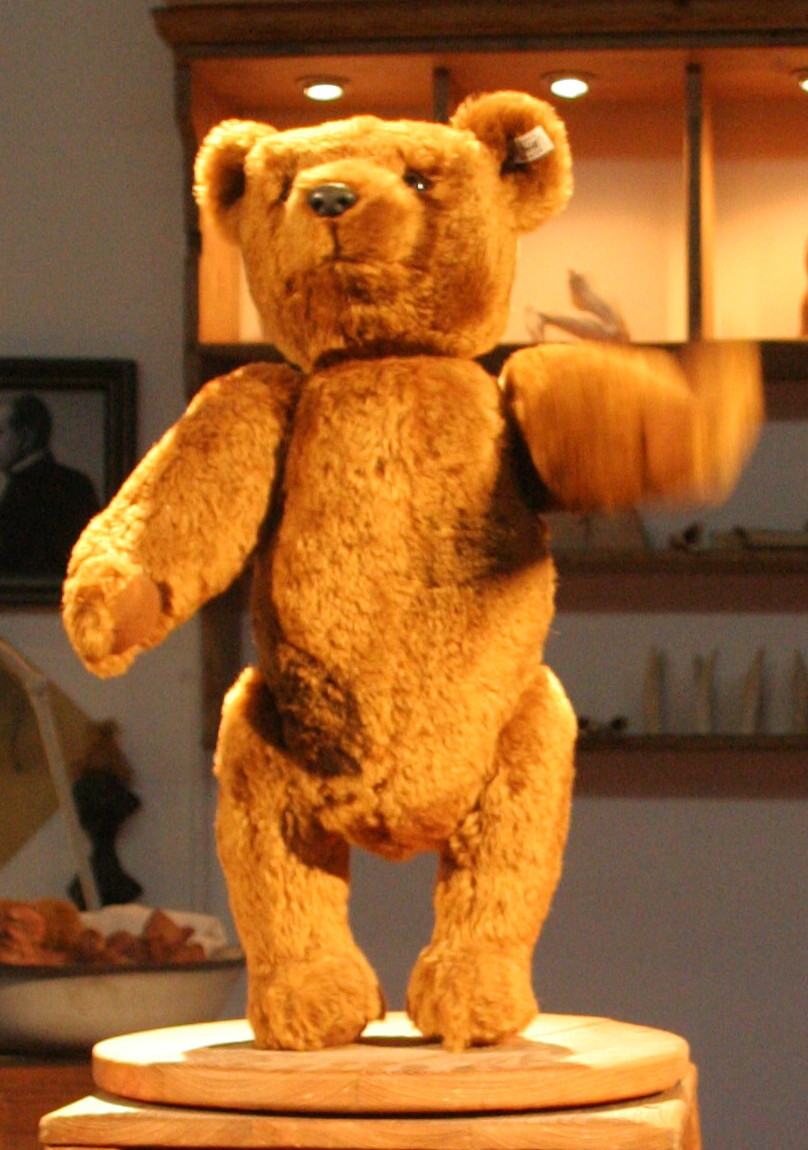
Nachbildung des 55 PB im Steiff-Museum

55 PB war die Bezeichnung für den ersten beweglichen Spielzeugbären der Firma Steiff, einen der ersten Teddybären.

## Geschichte
Richard Steiff hatte diesen Bären nach dem Vorbild der Braunbären im damaligen Stuttgarter Nill’schen Tiergarten entworfen. Der Bär war, wie der Typenbezeichnung zu entnehmen ist, 55 cm groß, aus Plüsch (P) angefertigt und durch Bindfadenaufhängung der Gliedmaßen beweglich (B). Er wurde auf der Leipziger Spielwarenmesse 1903 erstmals vorgestellt, fiel dort aber erst am letzten Tag einem Amerikaner auf, der gleich 3.000 Stück zum Preis von 8 Mark pro Exemplar bestellte. Von diesen Bären blieb kein einziger erhalten. Der 55 PB wurde bereits ein Jahr danach durch ein Nachfolgemodell abgelöst. Auf der Weltausstellung in St. Louis, der Louisiana Purchase Exposition, verkaufte man 1904 12.000 Bären. Dafür erhielten Margarete und Richard Steiff die Goldmedaille.